# Hombre de Sidrón
Se conoce como hombre de Sidrón a los restos óseos humanos hallados en 1994 en la cueva del Sidrón, en el concejo asturiano de Piloña (España). 
Se encuadran dentro de los neandertales que habitaron en Asturias hace 120.000 años, aunque según algunos estudios lo fechan en tan solo 45.000 años. Tenían una estatura que variaba entre los 1,63 y 1,74 metros.
Los restos encontrados en la cueva son principalmente mandíbulas y dientes, junto con un húmero. Se encontraban prácticamente en la superficie, lo que hace descartar que fueran enterrados. También aparecieron instrumentos de piedra (26 restos de sílex) realizados con la técnica propia del musteriense.